# ناو چیتوز
ناو چیتوز (به انگلیسی: Japanese cruiser Chitose) یک کشتی بود که طول آن ۱۱۵٫۳ متر (۳۷۸ فوت ۳ اینچ) بود. این کشتی در سال ۱۸۹۸ ساخته شد.